# Кампос, Томас
Томас Альберто Кампос Алехандре (исп. Tomás Alberto Campos Alejandre; род. 14 сентября 1975, Туспан, Веракрус) — мексиканский футболист, полузащитник. Известен по выступлениям за «Крус Асуль», «Индиос» и сборную Мексики.

## Клубная карьера
Воспитанник клуба «Крус Асуль». 25 марта 2000 года в матче против «Атласа» дебютировал в мексиканской Примере. 7 мая в поединке против «Монтеррея» забил свой первый гол за команду. Кампос быстро завоевал место в основе и в 2001 году помог клубу выйти в финал Кубка Либертадорес. Следующие пять сезонов прошли без трофеев. В 2006 году на правах аренды перешёл в «УАНЛ Тигрес», а в 2007 году в «Хагуарес Чьяпас». В обоих клубах был футболистом стартового состава.
Летом 2007 года Кампос перешёл в «Индиос» из Ассенсо лиги. Он сразу стал футболистом основы и помог клубу впервые в истории выйти в элиту. В 2012 году в возрасте 36 лет завершил карьеру, до последнего сезона являясь игроком основы.

## Международная карьера
1 июля 2001 года в отборочном матче чемпионата мира 2002 года против сборной США Кампос дебютировал за сборную Мексики. 31 октября в товарищеском матче против сборной Сальвадора он забил свой единственный гол за национальную команду.
В 2002 году попал в заявку на участие в Золотом кубке КОНКАКАФ. На турнире сыграл в матчах против Сальвадора, Гватемалы и Южной Кореи.

### Голы за сборную Мексики
| #  | Дата            | Место           | Противник | Результат | Соревнование                |
| -- | --------------- | --------------- | --------- | --------- | --------------------------- |
| 1. | 31 октября 2001 | Пуэбла, Мексика | Сальвадор | 4:1       | Золотой кубок КОНКАКАФ 2002 |

## Достижения
Командные
 «Крус Асуль»
- Финалист Кубка Либертадорес — 2001